# Borough londonien de Hackney
Pour l’article homonyme, voir Hackney (cheval).

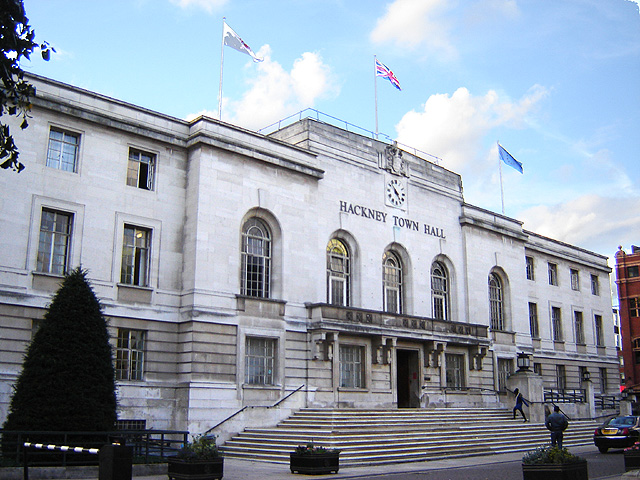
Hackney Town Hall.

Le borough londonien de Hackney (en anglais : London Borough of Hackney) est un borough du Grand Londres sur la rive gauche de la Tamise. Établi dans sa forme actuelle en 1965 par la fusion des districts métropolitains de Hackney, Shoreditch et Stoke Newington, il compte 279 665 habitants en 2018.

## Géographie
Le borough se compose de Dalston, De Beauvoir Town, Hackney Central, Hackney Marshes, Hackney Wick, Haggerston, Homerton, Hoxton, Kingsland, Lea Bridge, London Fields, Lower Clapton, Shacklewell, Shoreditch, South Hackney, Stamford Hill, Stoke Newington et Upper Clapton.

## Démographie
Le borough de Hackney est l'un des districts les plus pauvres de Londres, où 35 à 40 % des habitants vivent sous le seuil de pauvreté.

## Personnalités liées au borough de Hackney
Les personnalités suivantes sont liées au borough londonien de Hackney :
- Maurice Dodd (1922-2005), dessinateur de bande dessinée britannique ;
- John Berger (1926-2017), écrivain et peintre britannique ;
- David Sweetman (1943-2002), écrivain britannique a enseigné à Hackney au début des années 1970
- Christine Noonan (1945-2003), actrice britannique ;
- Gary Brooker (1945-2022), chanteur, pianiste et compositeur de rock, membre du groupe Procol Harum.
- Marc Bolan (1947-1977), chanteur du groupe T-Rex ;
- Alan Sugar (né en 1947), baron Sugar, homme d'affaires
- Nicko McBrain (né en 1952), batteur du groupe Iron Maiden ;
- Des Walker (né en 1965), footballeur anglais ;
- Idris Elba (né en 1972), acteur britannique ;
- Kevin Lisbie (né en 1978), footballeur anglo-jamaïcain ;
- Paloma Faith (née en 1981), chanteuse et actrice britannique ;
- Professor Green (né en 1983), rappeur britannique ;
- Daniel Sharman (né en 1986), acteur britannique ;
- Paigey Cakey (née en 1993), rappeuse britannique.
- Aba Shanti-I, opérateur de sound system et producteur britannique spécialiste de dub et de reggae.

## Jumelage
- Suresnes (France) depuis 1962